# 马丁斯堡 (西弗吉尼亚州)
马丁斯堡（英語：Martinsburg）位于美国西弗吉尼亚州东部，是伯克利县的县治所在，面积13.1平方公里。根据2000年美国人口普查，共有14,972人，其中白人占83.9%、非裔美国人占11.63%。美國人口調查局預估2009年時馬丁斯堡總人口數將達17,117人，成為西維吉尼亞州人口第9多的城市。馬丁斯堡人口發展迅速，主要是為了前往鄰近的華盛頓特區和巴爾的摩工作。

## 參看
- 華揚史威靈飛機公司